# Utilisation non résidentielle de l'eau aux États-Unis

Livraisons publiques d'eau aux États-Unis, en millions de gallons par jour et en pourcentage.

L'utilisation non résidentielle de l'eau est l'ensemble des modes de consommation de l'eau de distribution fournie par le secteur public, autres que la consommation des ménages. Les utilisateurs non résidentiels comprennent les sous-secteurs industriels (I), commerciaux (C) et institutionnels (I), qui sont souvent désignés conjointement comme le secteur ICI ou CII.

## Estimations de l'utilisation totale des CII
Aux États-Unis, une compilation nationale des retraits et livraisons par l'Institut d'études géologiques des États-Unis (USGS) indique qu'en 2010, le volume quotidien total d'utilisation non résidentielle était d'environ 12 000 millions de gallons par jour (million gallons per day - mgd) et représentait environ 29 % des retraits publics (45 gallons par habitant et par jour, divisé par les quelque 268 millions de personnes qui dépendaient de l'approvisionnement public en eau). Cette estimation est obtenue en soustrayant des prélèvements publics totaux d'eau douce (41 700 mgd), l'utilisation domestique (résidentielle) déclarée (23 800 mgd) et en tenant compte de 14 % d'eau non comptabilisée (fuites, bouches d'incendie, entretien des tours et autres pertes des systèmes, également appelés eau non facturée). Les estimations de la perte d'eau moyenne dans les systèmes publics d'approvisionnement aux États-Unis vont de 12 à 16 pour cent,,. La part de l'utilisation des CII varie selon les services d'eau; dans un échantillon de 31 services publics au Texas, il variait de moins de 4 % de l'utilisation mesurée dans le Lamar County Water Supply District à 79 % dans le Borger Municipal Water System, avec une part moyenne de 35%.
Afin d'améliorer l'efficacité de l'utilisation de l'eau des CII, il est nécessaire d'obtenir des informations sur le potentiel de conservation existant dans différents types d'établissements et sur les utilisations finales spécifiques de l'eau dans chaque catégorie des CII. Des études sur l'utilisation de l'eau dans le secteur des CII ont été menées par l'American Water Works Association (en), le Pacific Institute (en), le Colorado WaterWise Council, le Conserver Florida Water Clearinghouse (CFWC), et le Water Research Foundation (WRF).

## Catégories et sous-catégories d'utilisateurs CII.
Près de cent utilisations finales spécifiques dans sept groupements principaux (lavage et assainissement, usages domestiques, arrosage des terres, eaux intérieures et extérieures, refroidissement et chauffage, service alimentaire et eau de traitement) ont été compilées dans l'étude de la Water Research Foundation. En règle générale, l'utilisation totale des CII dans une zone urbaine ou une région est ventilée par catégories d'établissements commerciaux (et types d'établissements ou d'établissements industriels) en fonction des types de biens et de services fournis ou de leur fonction. L'utilisation de l'eau de la catégorie est ensuite divisée en plusieurs utilisations finales (ou fins). La liste suivante des 14 principales catégories CII de bâtiments ou d'établissements non résidentiels (avec des exemples de sous-catégories possibles) sont généralement trouvés dans une circonscription de service d'eau en milieu urbain d'un fournisseur d'eau public (ou service d'eau):;
- Établissements/sites à usage d'eau dominant: buanderies commerciales/industrielles, lavoirs automatiques, stations de lavage, parcs urbains et aires de loisirs, piscines publiques et parcs aquatiques, terrains de golf, zones de paysage irriguées.;
- Immeubles de bureaux: grands bureaux avec tours de refroidissement, complexes de bureaux avec irrigation, petits immeubles de bureaux.
- Lieux d'hébergement: hôtels, motels et auberges, hôtels de villégiature (avec et sans irrigation et refroidissement).:
- Lieux de restauration: restaurants à service complet, établissements de restauration rapide, boulangeries et cafétérias, bars et clubs.
- Épiceries: épiceries et supermarchés, magasins de proximité.;
- Commerce détail: magasins de détail, centres commerciaux et centres commerciaux fermés, magasins d'alcools.;
- Écoles: établissements préscolaires et garderies, écoles primaires et secondaires, campus universitaires/collégiaux.;
- Health care: hospitals and sanitariums, medical centers, doctor offices, laboratories.
- Service: auto service (auto sales, gas stations, auto repair shops), personal services.
- Bâtiments d'assemblées publiques: centres sociales, salles de réunion, centres de congrès, clubs de santé, salles de quilles, patinoires, musées, théâtres, cinémas, arénas sportifs, bibliothèques, salons funéraires, salles d'exposition..
- Installations d'ordre public et de sécurité: postes de police, casernes de pompiers, prisons, maisons de correction, pénitenciers, palais de justice ou bureaux de probation..
- Bâtiments religieux: églises, synagogues, monastères, mosquées, sanctuaires..
- Établissements de soins pour personnes âgées: maisons de retraite, soins résidentiels/aide à la vie autonome, hospices..
- Industrie manufacturière: industrie lourde, industrie légère, transformation des aliments et des boissons, ateliers d'usinage..

Ces catégories et sous-catégories de CII représentent un pourcentage élevé de l'utilisation totale d'CII. Certains de ces types de bâtiments/établissements sont identifiés à certains niveaux d'agrégation du Système de classification des industries de l'Amérique du Nord (SCIAN) et des anciens codes de Classification type des industries (SIC). De plus, l'Energy Information Administration (EIA) a identifié 85 types de bâtiments commerciaux et d'installations regroupés en 16 catégories générales. Beaucoup d'entre eux se chevauchent avec la liste en 14 groupe énumérée ci-dessus.

## Mesures d'utilisation de l'eau et repères

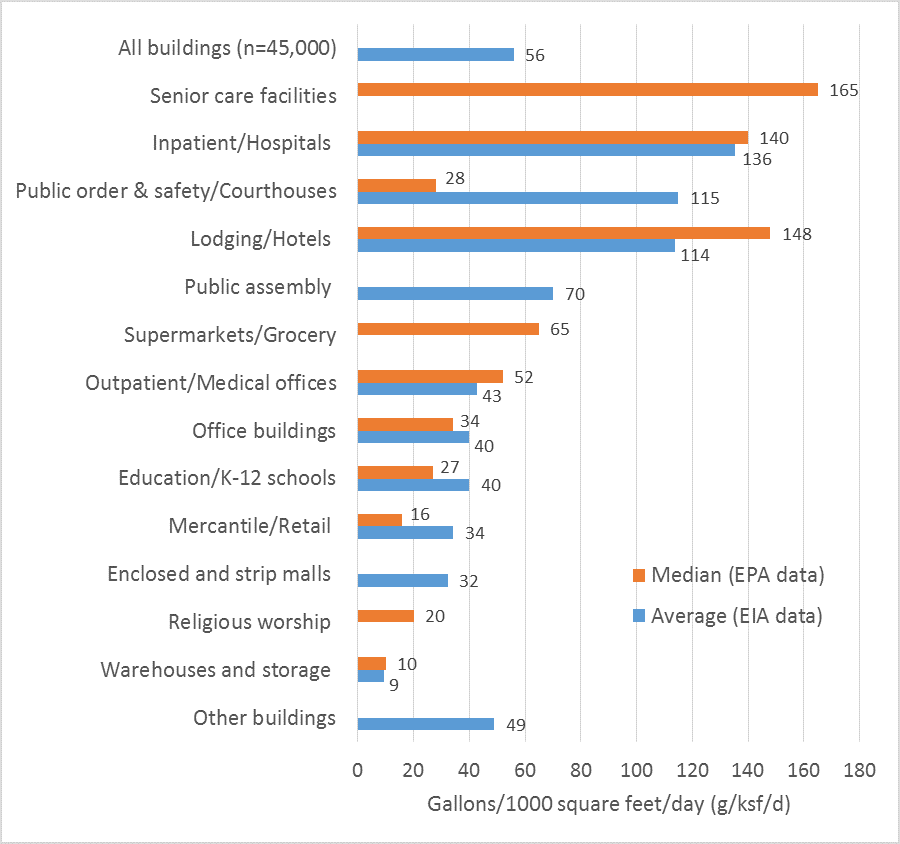
Mesures de l'intensité d'utilisation de l'eau (Water use intensity - WUI) en gallons/1000 pieds carrés/jour: Valeurs moyennes des données de l'EIA sur les grands bâtiments commerciaux et valeurs médianes des données de l'EPA Portfolio Manager.

Les planificateurs de la conservation de l'eau (auprès des services d'eau) et les clients du CII utilisent plusieurs métriques d'utilisation de l'eau (et leurs repères associés) afin d'évaluer leur succès dans la réalisation des objectifs d'efficacité de l'utilisation de l'eau. Une "mesure" (ou "indicateur de performance") est une unité de mesure (basée sur une formule) qui peut être utilisée pour calculer le taux d'utilisation de l'eau pendant une période donnée (et à un niveau donné d'agrégation de données). Un «point de référence» est une valeur (numérique) particulière d'une mesure qui dénote un niveau de performance spécifique, tel qu'un objectif d'efficacité de l'utilisation de l'eau.
Lors de la quantification de l'utilisation de l'eau dans le secteur CII, le volume total de consommation (sur un intervalle de temps donné) dans une installation CII donnée est «normalisé» par l'échelle d'utilisation de l'eau, qui correspond à la consommation d'eau (aussi appelé intensité d'utilisation de l'eau ou WUI). Deux facteurs d'échelle (ou «mesures d'échelle»), le nombre d'employés et la superficie en pieds carrés des bâtiments (ou des installations) sont couramment utilisés dans le secteur de l'IIC parce que les données sur l'emploi et l'espace sont généralement disponibles. Les exemples de mesures de substitution correspondantes sont: l'utilisation de l'eau par employé dans les usines de fabrication, ou la consommation d'eau par pied carré dans les immeubles de bureaux. Cependant, les mesures «fonctionnelles» sont plus appropriées, telles que l'utilisation de l'eau par chambre occupée dans les hôtels ou l'utilisation de l'eau par repas servi dans les restaurants, puisqu'elles sont plus directement liées à l'utilisation de l'eau. Les enquêtes nationales sur les bâtiments commerciaux effectuées par l'U.S. DOE Energy Information Administration et l'EPA Energy Star ont fourni des données de mesures indirectes sur les valeurs moyennes et médianes de la consommation d'eau par pied carré de l'espace au sol des bâtiments. Les valeurs médianes sont utiles lorsqu'on place l'eau dans un établissement CII parmi ses pairs parce que les distributions d'échantillons ont généralement un biais prononcé vers la queue droite. Les valeurs moyennes (ou moyennes) sont utiles aux planificateurs qui doivent estimer l'utilisation totale de la catégorie en fonction des résultats d'un échantillon d'établissements.
Les services d'eau adoptent souvent des programmes d'efficacité de l'eau qui s'adressent spécifiquement aux clients de CII. Les programmes ciblent souvent les plus grands utilisateurs d'eau ainsi que des catégories spécifiques de clients CII, y compris les bâtiments gouvernementaux et municipaux, les grands espaces paysagers, les écoles et les collèges, les immeubles de bureaux, les restaurants et les hôtels. Les informations sur l'utilisation de l'eau dans ces catégories fonctionnelles et d'autres catégories fonctionnelles facilement identifiables d'utilisateurs de CII provenant de plusieurs études du secteur CII sont brièvement décrites ci-dessous.
Pour mémoire
1 000 g/ksf/d= 1000 US gallons per 1000 square feet per day = 1 000 gallon US par 1000 pieds carrés par jour = 3 785,5 litres par 92,903 m2 par jour = 40,747 litres par m2 par jour

## Utilisation de l'eau dans les principales catégories de CII

### Immeubles de bureaux
Dans les villes des États-Unis, la part de l'eau utilisée dans les immeubles de bureaux pour le CII varie de 12 % (à Tampa, en Floride) à 30 % (à New York). Les trois plus grandes utilisations de l'eau dans les immeubles de bureaux comprennent les toilettes, le chauffage et le refroidissement, et l'arrosage paysager.
Les mesures indirectes déclarées de l'intensité d'utilisation de l'eau (IMQ) pour les immeubles de bureaux varient de 25 gallons/1000 pieds carrés/jour (25 gallons/1000 square feet/day - g/ksf/d) à 129 g/ksf/d  avec une utilisation moyenne pondérée rapportée de huit utilités de Floride et du Texas de 88 g/ksf/d. Les valeurs médianes indiquées vont de 34 g/ksf/d à 62 g/ksf/d.
Les estimations de l'utilisation quotidienne moyenne par employé varient de 9 gallons/employé/jour (ged) à 18 ged avec la valeur médiane de 13 ged dans les données Energy Star Portfolio Manager de l'EPA.
À l'échelle nationale, il y a environ 1 012 000 immeubles de bureaux d'une superficie totale de 1 952 millions de pieds carrés. En supposant que le WUI de 88 g/ksf/d comme représentant l'utilisation de bureau moyen dans le U.S., l'utilisation totale à l'échelle nationale serait 1400 mgd ou près de 12 pour cent de la consommation de CII. Des quantités importantes d'eau peuvent être économisées dans les immeubles de bureaux plus anciens en remplaçant les appareils de salle de bain, en améliorant l'efficacité des tours de refroidissement et en adoptant des mesures efficaces d'irrigation paysagère. Les estimations des économies potentielles en matière de conservation de l'eau vont de 19 % dans le sud-ouest de la Floride à 30 pour cent ou plus en Californie..

### Points de vente
Le commerce de détail (également classé dans la catégorie marchand ou commerce) comprend les magasins de détail, les concessionnaires de véhicules, les centres commerciaux à bandes et les centres commerciaux fermés. Les points de vente au détail représentent un pourcentage important de l'utilisation de CII: par exemple, 4 % à Oakland (East Bay MUD), 5 % à Austin (Texas) et environ 15 % à Tampa (Floride), 17 % à Phoenix (Arizona) et 20 % à New York York City. Les principales utilisations finales dans les magasins de détail sont le refroidissement de l'espace, les toilettes et l'irrigation paysagère. Les mesures indirectes déclarées sur l'intensité de l'utilisation de l'eau dans les points de vente au détail comprennent une estimation de 122 g/ksf/d à Phoenix, en Arizona, 40 g/ksf/d à Santa Fe, au Nouveau-Mexique, et 98 g/ksf/d pour les magasins à un étage et 115 g/ksf/d pour les centres commerciaux communautaires basés sur les données de huit services publics en Floride et au Texas. Selon l'enquête EIA, il existe 438 000 magasins de vente au détail (autres que les centres commerciaux) et 164 000 centres commerciaux fermés et en bande aux États-Unis. Leur superficie totale estimée est respectivement de 5 439 et 5 890 millions de pieds carrés. En supposant un IU de 98 g/ksf/d pour les magasins de détail et de 115 g/ksf/d pour les centres commerciaux, l'utilisation combinée des points de vente aux États-Unis serait de 1 210 mgd soit 10 % de l'utilisation totale d'IIC.:

### Restaurants
Les restaurants (et les restaurants-minute) représentent environ 3 % de l'utilisation totale d'IIC à Austin au Texas et 5 % à Oakland en Californie (EBMUD) et jusqu'à 8 pour cent dans l'État de Floride. Les plus grandes utilisations de l'eau dans les restaurants résultent d'activités de cuisine telles que laver la vaisselle, faire de la glace et préparer les aliments. Une quantité importante d'eau est également utilisée pour les toilettes.
Les données de mesures indirectes montrent que les UI dans les restaurants vont de 474 à 578 g/ksf/d dans certains services publics du Colorado., une moyenne de 589 g/ksf/d à Austin, Texas, et 670 g/ksf/d en Floride. Une gamme plus étendue de 356 à 907 g/ksf/d a été rapportée dans une étude antérieure.
Les données sur les mesures fonctionnelles suggèrent que les restaurants utiliseraient environ 6 à 9 gallons d'eau par repas servi, 20 à 31 gallons par siège par jour, et 86 à 122 gallons par employé par jour. D'autres études ont rapporté 17 gallons/siège/jour à Santa Fe, Nouveau-Mexique  et 29 gallons/siège par jour dans les services publics du Colorado. Compte tenu de la superficie totale de 380 000 bâtiments de services alimentaires de 1 819 millions de pieds carrés et en supposant une utilisation moyenne de 521 g/ksf/d, l'utilisation totale à l'échelle des États-Unis dans les restaurants serait de 950 mg/jour, soit près de 8 pour cent de l'utilisation de CII. Les restaurants peuvent économiser de grandes quantités d'eau en maximisant l'efficacité des robinets de pulvérisation de pré-rinçage, des systèmes d'élimination des aliments et des lave-vaisselle, des machines à glace et des cuiseurs à vapeur améliorés aux modèles homologués Energy Star qui utilisent moins d'eau.

### Écoles
La part de l'utilisation totale des CII dans les écoles varie de 3,5 % à Phoenix en Arizona à 6,5 % à Tampa en Floride et jusqu'à 8 % à Oakland en Californie. La plupart des écoles utilisent de l'eau pour les toilettes, le refroidissement et le chauffage, l'irrigation des terrains de jeux extérieurs et des pelouses, pour les vestiaires, les laboratoires et les cuisines de la cafétéria.
Une intensité d'utilisation attendue (WUI) dans les écoles serait comprise entre 22 et 44 g/ksf/d pour une utilisation en intérieur et de 110 à 255 g/ksf/d d'utilisation totale. Des études plus récentes montrent une utilisation scolaire observée de 33 à 52 g/ksf/d dans le Colorado et 76 g/ksf/d dans huit services publics de Floride et du Texas. Le gestionnaire de portefeuille de l'EPA Energy Star affiche une utilisation médiane de 27 g/ksf/d. Les données sur les métriques fonctionnelles montrent que les écoles utilisent entre 3 et 15 gallons par jour d'école par élève pour une utilisation en intérieur. et entre 4,7 et 23,6 gallons/étudiant/jour à Santa Fe, Nouveau-Mexique. Il y a 389 000 bâtiments scolaires aux États-Unis avec une superficie totale de 12 239 millions de pieds carrés. Ce nombre comprend les écoles maternelles et les garderies, les écoles primaires et secondaires, les écoles secondaires et les collèges et universités. Compte tenu de la superficie totale de ces établissements d'enseignement et en supposant une utilisation moyenne (WUI) de 68 g/ksf/d, en tant qu'utilisation moyenne aux États-Unis, l'utilisation totale dans les écoles serait d'environ 830 mgd, soit près de 7 % de l'utilisation totale d'IIC. Puisque la plupart de l'eau est utilisée dans les toilettes et les vestiaires, l'installation de pommes de douche étiquetées WaterSense, de toilettes, de robinets de salle de bain et d'urinoirs de rinçage ainsi que la vérification périodique de ces appareils assureraient leur bon fonctionnement.

### Hôtels et motels
La part de l'utilisation totale d'eau par les hôtels et les motels dans les villes américaines varie de 3 % à Oakland, en Californie, et de 4 % à Austin, au Texas à 13 pour cent dans l'État de Floride. L'utilisation quotidienne moyenne dans les hôtels dépend du type et de la taille de l'hôtel et de la présence des principales utilisations finales de l'eau, y compris les tours de refroidissement, la blanchisserie sur place, la cuisine et la salle à manger, piscine et arrosage des pelouses. Par exemple, dans un échantillon de 706 hôtels de New York, l'intensité moyenne d'utilisation quotidienne de l'eau en 2011 variait de 60 à 456 gallons par 1000 pieds carrés (g/ksf/d), l'utilisation médiane étant de 215 g/ksf/d. Dans d'autres régions, l'utilisation médiane par 1000 pieds carrés a été rapportée à: 257 gallons en Floride, et 219 gallons à Austin, au Texas. Le gestionnaire de portefeuille de l'EPA Energy Star qui suit l'utilisation de l'eau dans les installations des CII a trouvé une utilisation médiane dans les hôtels de 102 gallons/chambre/jour. Compte tenu de l'inventaire existant d'environ 5 millions de chambres d'hôtel dans le pays avec la superficie combinée de 3,319 millions de pieds carrés,, et en supposant une utilisation moyenne de 209 g/ksf/d, l'utilisation totale estimée de l'eau serait de 694 mgd soit environ 6 pour cent de l'utilisation de CII. Une façon populaire d'économiser l'eau dans les hôtels est d'encourager les clients à réutiliser les serviettes et les draps afin de réduire la quantité d'eau utilisée dans la blanchisserie de l'hôtel et de moderniser les chambres avec des robinets, pommes de douche et toilettes étiquetés EPA WaterSense.

### Hôpitaux;
L'utilisation de l'eau par les hôpitaux et d'autres établissements de soins de santé représente environ 3 % de l'utilisation des CII à Phoenix, en Arizona, et environ 11 % à New York. Le gestionnaire de portefeuille de l'EPA Energy Star, (conçu pour suivre l'utilisation d'eau des installations des CII) a trouvé que les hôpitaux étaient la troisième catégorie d'utilisation la plus intense, à environ 150 gallons par 1000 pieds carrés par jour (g/ksf/d), après les établissements de soins pour personnes âgées et les hôtels. WUIs de plus de 410 g/ksf/d. D'autres études ont indiqué une utilisation moyenne de 159 g/ksf/d à Austin, au Texas, et une médiane de 140 g/ksf/d dans l'ensemble de données des gestionnaires de portefeuille de l'EPA. Les données des cabinets médicaux montrent des taux d'utilisation de 156 g/ksf/d en Floride. et 64 g/kgf/j à Santa Fe, Nouveau-Mexique. En ce qui concerne les paramètres fonctionnels, les données du gestionnaire de portefeuille indiquent l'utilisation médiane dans les hôpitaux de 315 gallons d'eau par lit d'hôpital par jour. Compte tenu de la superficie totale de 2 374 millions de pieds carrés dans 10 000 bâtiments de soins hospitaliers et en supposant la moyenne WUI de 186 g/ksf/d , l'utilisation totale dans les hôpitaux serait de 442 mg/jour, soit près de 3,7 % de l'utilisation des CII. En outre, il y a 147 000 bâtiments avec des cliniques de soins ambulatoires et des cabinets médicaux d'une superficie totale de 1 780 millions de pieds carrés. En supposant une utilisation moyenne de 132 g/ksf/d, l'utilisation totale en soins ambulatoires serait de 235 mg/jour, soit près de 2,0 % de l'utilisation des CII. Les hôpitaux peuvent économiser de l'eau en adoptant des pratiques économes en eau grâce à des améliorations opérationnelles et à de l'équipement amélioré, notamment des tours de refroidissement et d'autres équipements de refroidissement et de chauffage.

### Les établissements de soins pour personnes âgées
Les foyers de soins et les résidences-services représentent 3,2 % de l'utilisation des CII dans l'État de Floride et 5,4 % dans la zone urbaine desservie par Tampa Bay Water. Les estimations de WUI déclarées sont de 232 g/ksf/d dans huit services publics de Floride et du Texas et une gamme de 170 à 277 g/ksf/d dans le Colorado. Il y a environ 15 600 foyers de soins infirmiers (avec 1 663 300 lits) et 30 200 communautés de soins résidentiels (avec 1 000 000 de lits) aux États-Unis. Basé sur l'espace total de 1 275 million de pieds carrés et une utilisation moyenne supposée de 232 g/ksf/d, l'utilisation totale d'eau par les bâtiments de soins aux personnes âgées aux États-Unis serait de 296 mgd ou 2,5 % de l'utilisation des CII.

### Station de lavage
Il y a 113 000 stations de lavage de voitures commerciales aux États-Unis et environ 8 millions de voitures sont lavées chaque jour. L'utilisation moyenne d'eau douce pour laver une voiture est d'environ 38 gallons par véhicule (gpv) dans les baies automatiques et les convoyeurs et d'environ 15 gallons dans les baies libre-service. Beaucoup moins d'eau fraîche est nécessaire dans les lavages avec les systèmes d'eau de récupération. L'utilisation totale estimée de l'eau dans les lave-autos commerciaux est d'environ 2 pour cent de l'utilisation des CII.

### Supermarchés/ventes de nourriture
L'eau utilisée dans les magasins d'alimentation et les supermarchés représente environ 1 % ou moins de l'utilisation totale des CII. Les supermarchés utilisent des quantités d'eau considérables pour refroidir les unités de condensation des systèmes de réfrigération, tels que les réfrigérateurs et les congélateurs d'affichage, les glacières et les congélateurs de stockage, les boucheries, les épiceries fines et les boulangeries. De plus, l'eau est utilisée pour le nettoyage et la préparation des produits frais, des viandes et du poisson avant que les produits soient mis sur les étagères. Les données sur l'intensité de l'utilisation de l'eau comprennent l'estimation de 113 g/ksf/d à Santa Fe et une gamme allant de 161 à 295 g/ksf/d dans d'autres localités du sud-ouest des États-Unis. Le gestionnaire de portefeuille de l'EPA a déclaré une utilisation médiane de 66 g/ksf/d. D'autres mesures comprennent entre 2,6 et 4,5 gallons par transaction. Aux États-Unis, il y a 177 000 bâtiments impliqués dans la vente de nourriture. Ceux-ci comprennent les dépanneurs, les épiceries et les supermarchés d'une superficie totale de 1 252 millions de pieds carrés. Compte tenu de la superficie totale et en supposant une intensité d'utilisation moyenne de 65 g/kgf/j, représentant une utilisation moyenne aux États-Unis, l'utilisation totale dans les ventes alimentaires serait de 81 mgd ou 0,7 % de l'utilisation des CII.

### Fabrication
L'utilisation de l'eau de distribution publique par catégorie manufacturière varie considérablement selon les villes américaines en fonction de la présence (ou de l'absence) d'usines de fabrication à forte consommation d'eau et de la disponibilité de sources locales d'approvisionnement en eau. Les données disponibles indiquent des parts de 9 % à Tampa, en Floride et à New York; 15 % à Austin, au Texas, 21 % à Oakland, en Californie (East Bay Municipal Utility District) et 13 % en Caroline du Nord. Aux États-Unis, on dénombre 170 169 établissements manufacturiers d'une superficie totale de 11 100 millions de pieds carrés. La plupart des grandes usines de fabrication ont leur propre source d'approvisionnement en eau et achètent certaines quantités d'eau potable de qualité dans les systèmes publics. En 2010, l'utilisation industrielle auto-alimentée (hors usines thermoélectriques et minières) était de 15 900 mgd. La quantité achetée dans les systèmes publics était de 4 750 mgd en 1995 (soit environ 40 % de l'utilisation totale de CII). Sur base de la superficie totale de 11 100 millions de pieds carrés pour les bâtiments de fabrication aux États-Unis, en supposant une utilisation moyenne de 215 g/ksf/d, l'utilisation totale d'eau fournie par la classe industrielle CII aux États-Unis serait d'environ 2 400 mgd soit environ 20 % de l'utilisation totale des CII;